# Tovah Feldshuh
Tovah Feldshuh, née à New York le 27 décembre 1952, est une actrice américaine.

## Biographie
Feldshuh est née à New York dans une famille juive. Elle a grandi à Scarsdale, New York.

## Carrière
Elle tourne notamment dans les films notables La Tentation de Jessica et La Jeune Fille de l'eau, et la série The Walking Dead.
Elle joue le rôle de Irène Gut Opdyke dans la pièce de Broadway Irena's Vow inspirée de la vie de celle-ci en 2009.

## Filmographie

### Cinéma
- 1978 : Nunzio : Michelle
- 1980 : The Idolmaker : Brenda Roberts
- 1981 : Cheaper to Keep Her : Locke
- 1983 : Daniel : Linda Mindish
- 1984 : An All Consuming Passion : Vivian Palmer
- 1985 : Comment claquer un million de dollars par jour : Marilyn
- 1985 : Peur bleue : Jane âgée
- 1988 : The Blue Iguana : Détective Vera Quinn
- 1991 : Saying Kaddish
- 1991 : En dag i oktober : Emma Kublitz
- 1995 : Aaron et le livre des merveilles : Zlateh la chèvre, Tante Sarah et la marieuse
- 1995 : Comfortably Numb : Victoria Stevens
- 1997 : Hudson River Blues : Charlotte
- 1998 : Montana : Greta
- 1998 : Charlie Hoboken : Angie Cedars
- 1999 : Le Choix d'une vie : Lillian Kantrowitz
- 1999 : Le Corrupteur : Margaret Wheeler
- 2000 : Happy Accidents : Lillian Weaver
- 2001 : Danny Balint : Rosh Hashannah
- 2001 : La Tentation de Jessica : Judy Stein
- 2001 : Friends and Family (en) : Alma Jennings
- 2001 : The Three Little Wolfs : Sarah Wolf
- 2002 : Noon Blue Apples
- 2002 : The End of the Bar : Mme Garner
- 2004 : The Tollbooth : Ruthie Cohen
- 2005 : Alchemy
- 2005 : Life on the Ledge : la mère
- 2005 : The Reality Trap : Irina Bolton
- 2006 : Lucky Girl : Madame Z
- 2006 : La Jeune Fille de l'eau : Mme Bubchik
- 2006 : Ô Jérusalem d'Élie Chouraqui :  Golda Meir
- 2007 : Love Comes Lately : Ethel
- 2007 : Vie amoureuse : Hannah
- 2008 : Eavesdrop : Susie
- 2008 : A House Divided : Rebecca Meir
- 2008 : Goyband : Leah
- 2009 : Acts of Mercy : Ruth Baker
- 2010 : A Buddy Story : la mère de Buddy
- 2010 : Ten Stories Tall : Grace Parker
- 2010 : Heterosexuals : Remy
- 2014 : La Reine des jeux
- 2014 : Broadway Therapy : Miriam Pendergast
- 2015 : The Daughter (Angelica)  de Mitchell Lichtenstein : Nora
- 2017 : Unreachable by Conventional Means : la mère de David
- 2022 : Armageddon Time de James Gray : Mickey Graff

### Télévision
- 1973 : Scream, Pretty Peggy : Agnes Thornton
- 1976 : Ryan's Hope : Martha McKee (12 épisodes)
- 1976 : Serpico : Erica Molinas (1 épisode)
- 1977 : Barnaby Jones : Laura Woods (1 épisode)
- 1977 : The Amazing Howard Hughes : Katharine Hepburn
- 1977 - 1984 : La croisière s'amuse : Margo Bush et Susan Ridley (2 épisodes)
- 1978 : Holocauste : Helena Slomova (4 épisodes)
- 1984 : Supercopter : Sarah Lebow (1 épisode)
- 1985 : Equalizer : Samantha Page (1 épisode)
- 1987 : Mariah : Deena Hertz (7 épisodes)
- 1987 : La Loi de Los Angeles : Lynn Palmer (2 épisodes)
- 1990 : ABC Afterschool Special : Mme Carr (1 épisode)
- 1991-2007 : New York, police judiciaire : Danielle Melnick (13 épisodes)
- 1992 : Citizen Cohn, le persécuteur : Iva Schlesinger
- 1992 : CBS Schoolbreak Special : Denise Warshak (1 épisode)
- 1994 : As the World Turns : Dr Bethany Rose (13 épisodes)
- 1997 : La Force du destin : Lila Stevenson (2 épisodes)
- 1999 : Cosby (1 épisode)
- 2006 - 2007 : Preuve à l'appui : Mme Elaine Brandau-Hoffman
- 2010 : Ugly Betty : Mme Varner (1 épisode)
- 2010 : The Good Wife : Lena (1 épisode)
- 2011 : New York, section criminelle : Danielle Melnick (1 épisode)
- 2012 : Covert Affairs : Rivka Singer (2 épisodes)
- 2015 : Blue Bloods : Sylvia Hayden (1 épisode)
- 2015 : Flesh and Bone : Ivana (7 épisodes)
- 2015 - 2016 : The Walking Dead : Deanna Monroe (14 épisodes)
- 2015 - 2016 : Crazy Ex-Girlfriend : Naomi Bunch (5 épisodes)
- 2017 - 2018 : Salvation : President Mackenzie (9 épisodes)